# Château d'Izushi

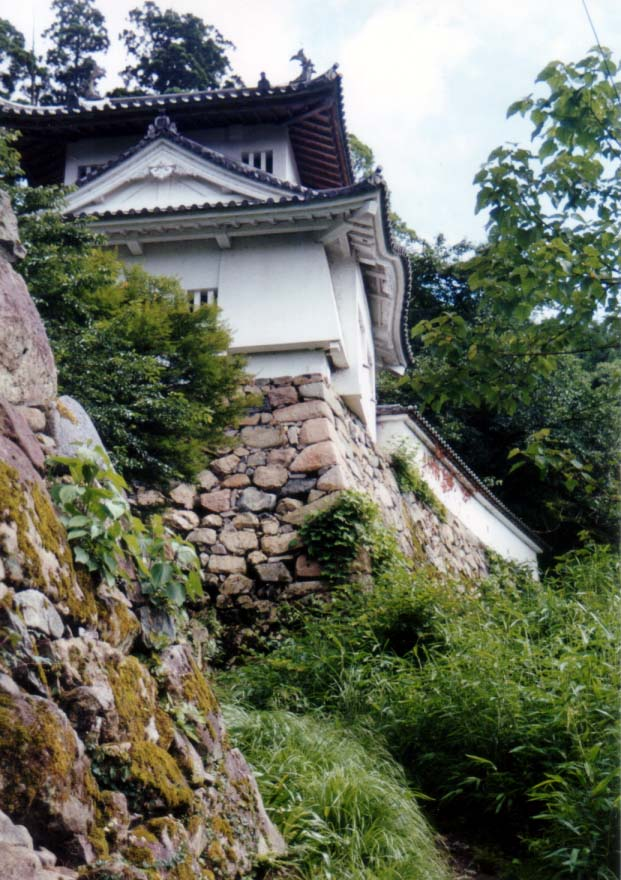
Le Nishisumiyagura reconstruit.

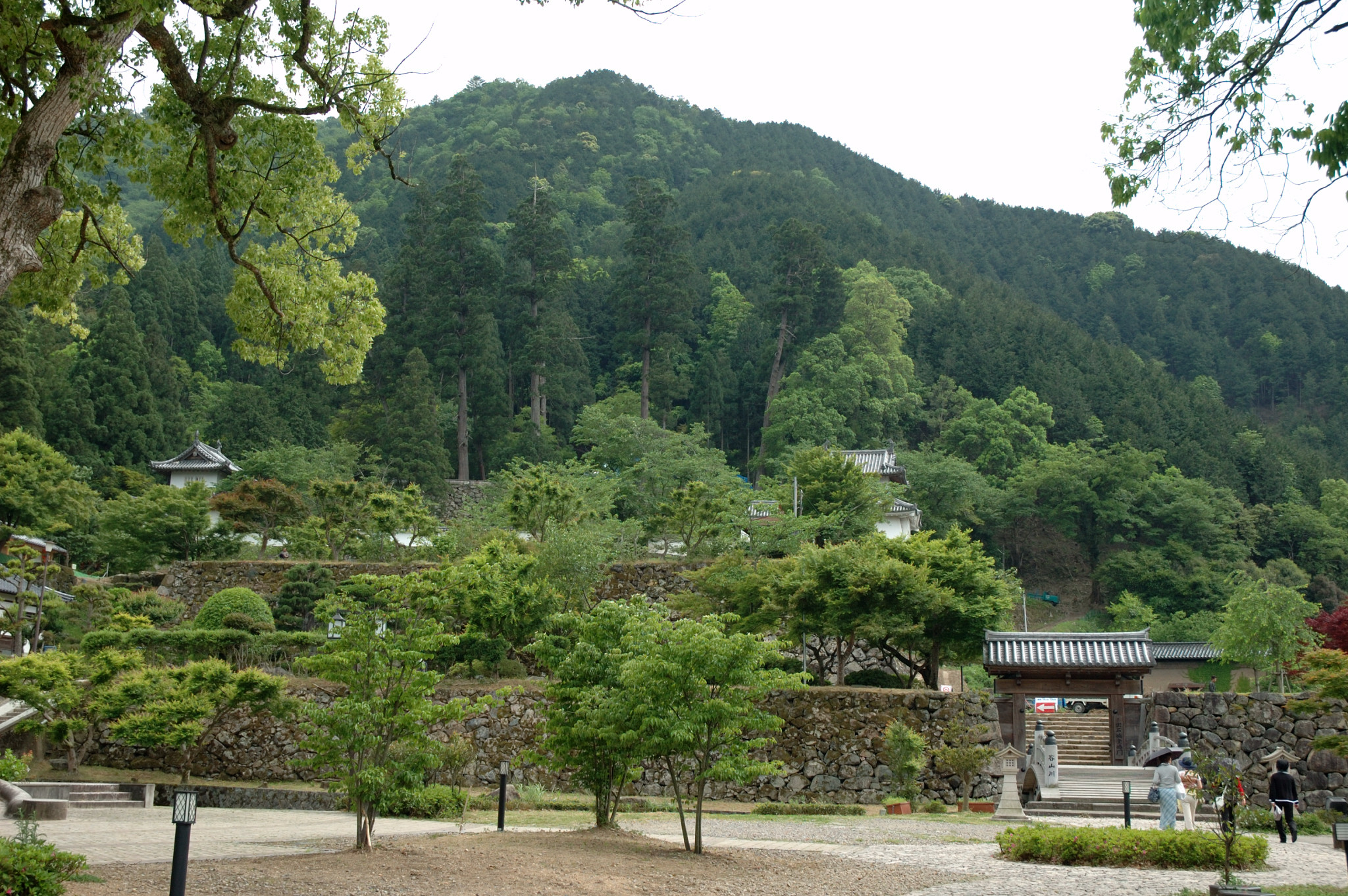
Panorama du château d'Izushi.

Le château d'Izushi (出石城, Izushi-jō) est un yamashiro, c'est-à-dire un château situé sur une colline, situé à Toyooka dans la préfecture de Hyōgo au Japon.

## Histoire
Pendant plus de deux cents ans, la famille Yamana réside au château d'Izushi. En 1569, le château tombe sous les attaques de Toyotomi Hideyoshi, le successeur d'Oda Nobunaga. Après la chute du château de Konosumi, Yamana Suketoyo en construit un autre au mont Ariko au sud-est, mais celui-ci tombe à son tour aux mains de Hideyoshi en 1580. En 1604, Koide Yoshihide construit le château d'Izushi au pied du mont Ariko.

## Aujourd'hui
En 1979, un yagura dans le honmaru et le tojomon[pas clair] sont reconstruits. L'enceinte du château héberge un petit sanctuaire avec trente-sept torii et un chemin de cent cinquante-sept marches en pierre pour y accéder. Les portes rouge vif contrastent avec les murs du château qui est renommé en tant que site d'observation des cerisiers en fleur au printemps. Le 3 novembre de chaque année, un festival (matsuri) est organisé avec une représentation du sankin kotai.
À part ces reconstitutions, il ne subsiste que des ruines du château, tandis que la ville d'Izushi conserve sa disposition en grille, conçue à des fins militaires autour du château. Sur les restes du mihariyagura se tient la Shinkoro, une tour horloge japonaise de style traditionnel. À la suite de la restauration de Meiji, une horloge de style occidental y a été installée. Elle est considérée comme le symbole de la ville.